# Tomaž Grušovnik
Tomaž Grušovnik, slovenski filozof * 1982, Maribor.
Dejaven je na področju filozofije pragmatizma in se ukvarja z vlogo in položajem filozofije v družbi ter s problematiko izogibanja vednosti in izmikanja odgovornosti v navezavi na etiko. Obravnava tudi humanistične perspektive okoljske problematike in etiko živali ter filozofijo vzgoje in izobraževanja. Največji vpliv na Grušovnikovo razmišljanje sta imela pozni Ludwig Wittgenstein in Stanley Cavell.

### Izobraževanje
Grušovnik je dve leti obiskoval klasično gimnazijo na Prvi gimnaziji Maribor, potem pa se je prepisal na program mednarodne mature na Drugi gimnaziji Maribor. Po zaključku srednješolskega izobraževanja se je vpisal na dodiplomski študij filozofije na Oddelku za filozofijo Filozofske fakultete Univerze v Ljubljani, kjer je l. 2006 diplomiral iz filozofije psihologije poznega Ludwiga Wittgensteina pod mentorstvom Boruta Cerkovnika in za svojo zaključno nalogo prejel fakultetno Prešernovo nagrado. Podiplomski študij je nato nadaljeval na istem oddelku pod mentorstvom Deana Komela in Lenarta Škofa ter l. 2013 doktoriral na temo odnosa do filozofske refleksije znotraj pragmatistične tradicije.
Kot prejemnik Fulbrightove štipendije se je leta 2009 raziskovalno izpopolnjeval na Oddelku za filozofijo University of New Mexico, leta 2010 pa je kot štipendist norveškega finančnega mehanizma deloval kot raziskovalec na Centru za razvoj in okolje univerze v Oslu na Norveškem, kjer je nato l. 2011 bil tudi gostujoči predavatelj.

### Delovanje
Od leta 2007 je zaposlen kot visokošolski učitelj na Univerzi na Primorskem. Več let je poučeval na Oddelku za filozofijo Fakultete za humanistične študije, trenutno pa je dejaven predvsem na Pedagoški fakulteti, kjer poučuje različne predmete, povezane s filozofijo in humanistiko ter vzgojo. Na Inštitutu za filozofske študije istoimenske univerze je deloval od njegove ustanovitve do l. 2016. Od l. 2018 je tudi predsednik Slovenskega filozofskega društva. Za svoje poučevanje je prejel »Svečano listino« za mladega visokošolskega učitelja za l. 2017, ki mu jo je podelila Univerza na Primorskem, Pedagoška fakulteta.

## Ustvarjalni opus
Napisal je številne znanstvene članke in poglavja v strokovnih publikacijah ter pripravil nekaj prevodov, denimo zbirko poznih Wittgensteinovih Predavanj in pogovorov o estetiki, psihoanalizi in religioznem verjetju ter Thoreaujevo Državljansko nepokorščino. V sklopu literarnega ustvarjanja deluje predvsem z revijama Idiot in Literatura. Nastopil je na številnih mednarodnih konferencah in predavanjih v Avstraliji, Aziji, Evropi in Severni Ameriki. Njegove najbolj poznane knjige so Odtenki zelene, Etika živali in Moralke.

### Odtenki zelene
Odtenki zelene je njegova prva monografija, ki obravnava področje okoljske etike in vsebuje interdisciplinarni humanistični pogled na enega največjih sodobnih problemov – človekovega odnosa do okolja. Zanjo je prejel tudi nagrado Glasnik znanosti UP ZRS za leto 2012 za posamezne vrhunske dosežke obetavnih raziskovalcev. V monografiji utemeljuje razširjanje domene moralnega univerzuma na ne-človeške subjekte ter se ukvarja z vprašanjem, kako z vzgojo in izobraževanjem spremeniti človekov odnos do okolja, za katerega lahko z gotovostjo trdimo, da je neprimeren in nesprejemljiv.

### Etika živali
Monografija Etika živali osvetljuje človekovo moralno odgovornost do živali, kar je označeno s pojmom šibka različica etike živali, navaja pa tudi argumente za sprejetje t.i. močne različice etike živali, ki zagovarja idejo, da so tudi nekatere živali sposobne moralnega delovanja. V njej je poleg filozofske analize, ki je okrepljena z naravoslovnimi, zgodovinskimi, psihološkimi in drugimi znanstvenimi dognanji, mogoče razbrati tudi kritiko sodobne družbe, ki v odnosu do živali in okolja izvaja nekatere nemoralne prakse.

### Moralke
Moralke so esejistična knjižica, sestavljena iz šestih esejev, katerih vsebina zadeva področja etike, pravic živali, znanosti in filozofije. Grušovnik svoje premišljevanje s posluževanjem klasičnih esejističnih praks postavi v okvir življenjskih okoliščin, v katerih so se mu določene misli porodile. Posamezni teksti, ki so prvoosebna razmišljanja, prepletena s filozofskimi raziskavami, literarnimi fragmenti in nedavnimi dognanji znanosti, nagovarjajo različne teme (npr. etika živali, družbene spremembe, iskanje smisla, racionalizacije) in med seboj ne prehajajo sklenjeno, temveč si sledijo po načelu asociacije.

## Izbrana bibliografija

### Monografije
- Etika živali : o čezvrstni gostoljubnosti. Koper: Univerzitetna založba Annales, 2016. 235 str. ISBN 978-961-6964-64-7.
- GRUŠOVNIK, Tomaž, ROŽAC-DAROVEC, Vida (odgovorni urednik). Odtenki zelene : humanistične perspektive okoljske problematike, (Knjižnica Annales Majora). Koper: Univerza na Primorskem, Znanstveno-raziskovalno središče, Univerzitetna založba Annales: Zgodovinsko društvo za južno Primorsko, 2011. 85 str. ISBN 978-961-6732-26-0.
- Moralke, (Zbirka Žepna šerpa, 21). Ljubljana: Lud Šerpa, 2017. 99 str., ilustr. ISBN 978-961-6699-56-3.

### Izvirni znanstveni članek
- Moralna vzgoja, hipokrizija in samoprevara. Šolsko polje : revija za teorijo in raziskave vzgoje in izobraževanja, ISSN 1581-6036. [Tiskana izd.], 2017, letn. 28, št. 1/2, str. 59-71.
- Interpretacije Thoreaujeve "Državljanske nepokorščine". Literatura, ISSN 0353-5622, jul.-avg. 2015, letn. 27, št. 289/290, str. 126-148.
- Nepripoznanje trpljenja živali : eksistencialni razlogi. V: ŠKOF, Lenart (ur.), KOŠIR, Tina (ur.), BJELICA, Maja (ur.). Trpljenje, (Poligrafi, ISSN 1318-8828, letn. 20 (2015), št. 79-80). Koper: Univerza na Primorskem, Znanstveno-raziskovalno središče, Univerzitetna založba Annales. 2015, letn. 20, št. 79/80, str. 187-206, 231, 238.
- Nekaj misli o subverzivnosti. Dialogi, ISSN 0012-2068, 2014, letn. 50, št. 11/12, str. 20-31.
- Cavell, skepticizem in samovzgoja. Phainomena : glasilo Fenomenološkega društva v Ljubljani, ISSN 1318-3362, nov. 2014, letn. 23, št. 90/91, str. 117-136.
- Okoljsko zanikanje : usoda Stockmannovega odkritja. Časopis za kritiko znanosti, ISSN 0351-4285, 2013, letn. 40 [i. e. 41], št. 251, str. 168-174, 224-225, 233.
- Filozofija danes. Dialogi, ISSN 0012-2068, 2008, letn. 44, št. 11/12, str. 7-46.

### Doktorska disertacija
- Odnos do filozofske refleksije znotraj pragmatistične tradicije : doktorska disertacija. Ljubljana: [T. Grušovnik], 2013. 160 str.

### Umetniški sestavek
- Gledam z očmi kamere, poslušam z ušesi mokrofona. Kino!, ISSN 1854-9357. [Tiskana izd.], 2018, št. 34/35, str. 68-73.
- Dve fiktokritiki. Literatura, ISSN 0353-5622, maj 2018, letn. 30, št. 323, str. 131-146.